# Ishak Belfodil
Ishak Belfodil (Sétif, 12 januari 1992) is een Algerijns profvoetballer die doorgaans als aanvaller speelt. Hij verruilde Standard Luik in juli 2018 voor 1899 Hoffenheim, dat circa €5.500.000,- voor hem betaalde. Belfodil debuteerde in 2013 in het Algerijns voetbalelftal. Hij verkreeg in 2009 ook de Franse nationaliteit.

## Clubvoetbal

### Olympique Lyonnais
Toen Belfodil voetbalde in de jeugd van Clermont Foot, werd hij opgemerkt door scouts van Europese topclubs, waaronder Chelsea FC, Manchester United en Olympique Lyonnais.
In 2008 tekende de Franse jeugdinternational zijn eerste profcontract bij Olympique Lyonnais, waar hij vanaf dat moment deel uitmaakte van de voetbalacademie. De aanvaller maakte tijdens de trainingen dusdanig indruk op hoofdtrainer Claude Puel, dat deze hem op 22 augustus 2009 als zeventienjarige laat debuteren in het eerste elftal van Lyon, in de competitiewedstrijd tegen AJ Auxerre (3-0 winst). Drie dagen later debuteerde Belfodil in Europees verband voor Lyon in de 3-1 gewonnen wedstrijd tegen RSC Anderlecht. Hij kwam daarbij in de 60e minuut binnen de lijnen als invaller voor Lisandro López.

### Italië
Belfodil werd in januari 2012 voor zes maanden uitgeleend aan Bologna FC 1909, zonder aankoopoptie. Belfodil maakte geen indruk bij Bologna, maar in de zomer van 2012 was Parma FC toch bereid om 2,5 miljoen euro voor hem neer te tellen. Belfodil kreeg bij Parma veel speelkansen en maakte op 2 september 2012 zijn eerste doelpunt in de Serie A tegen Chievo Verona. Belfodil maakte acht doelpunten in 33 wedstrijden en werd een van de smaakmakers van de ploeg.
Na amper één seizoen bij Parma verhuisde hij naar Inter Milaan, dat 50 procent van zijn transferrechten overkocht. Belfodil kwam er echter weinig aan spelen toe en werd tijdens de terugronde uitgeleend aan AS Livorno.
In de zomer van 2014 kocht Parma hun transferrechten terug, waarop Belfodil terugkeerde naar de club. Hij werd er opnieuw basisspeler, maar door het faillissement van Parma viel hij zonder club.

### Baniyas SC
Belfodil tekende in juli 2015 een contract tot medio 2017 bij Baniyas SC, dat hem door het faillissement van Parma transfervrij kon inlijven. Belfodil scoorde 11 keer in 23 wedstrijden.

### Standard Luik
In de zomer van 2016 haalde Standard Luik hem transfervrij binnen. Belfodil scoorde z'n eerste doelpunt voor Standard op 11 september 2016 tegen RC Genk. In 2017 won hij de Belgische Leeuw, een prijs voor de beste voetballer van Arabische afkomst in België.

## Clubstatistieken
| Seizoen | Club            | Competitie    | Competitie | Competitie | Beker | Beker | Internationaal | Internationaal | Totaal | Totaal |
| Seizoen | Club            | Competitie    | Wed.       | Dlp.       | Wed.  | Dlp.  | Wed.           | Dlp.           | Wed.   | Dlp.   |
| ------- | --------------- | ------------- | ---------- | ---------- | ----- | ----- | -------------- | -------------- | ------ | ------ |
| 2009/10 | Olympique Lyon  | Ligue 1       | 3          | 0          | 0     | 0     | 1              | 0              | 4      | 0      |
| 2010/11 | Olympique Lyon  | Ligue 1       | 0          | 0          | 0     | 0     | 0              | 0              | 0      | 0      |
| 2011/12 | Olympique Lyon  | Ligue 1       | 7          | 0          | 0     | 0     | 2              | 0              | 9      | 0      |
| 2011/12 | → Bologna FC    | Serie A       | 8          | 0          | 0     | 0     | —              | —              | 8      | 0      |
| 2012/13 | Parma FC        | Serie A       | 33         | 8          | 1     | 0     | —              | —              | 34     | 8      |
| 2013/14 | Internazionale  | Serie A       | 8          | 0          | 2     | 0     | —              | —              | 10     | 0      |
| 2013/14 | → AS Livorno    | Serie A       | 17         | 0          | 0     | 0     | —              | —              | 17     | 0      |
| 2014/15 | Parma FC        | Serie A       | 23         | 1          | 0     | 0     | —              | —              | 23     | 1      |
| 2015/16 | Baniyas SC      | VAE-Liga      | 23         | 11         | 0     | 0     | —              | —              | 23     | 11     |
| 2016/17 | Standard Luik   | Eerste klasse | 32         | 14         | 0     | 0     | 5              | 3              | 37     | 17     |
| 2017/18 | Standard Luik   | Eerste klasse | 3          | 0          | 0     | 0     | 0              | 0              | 3      | 0      |
| 2017/18 | → Werder Bremen | Bundesliga    | 26         | 4          | 3     | 2     | —              | —              | 29     | 6      |
| 2018/19 | 1899 Hoffenheim | Bundesliga    | 28         | 16         | 2     | 0     | 5              | 1              | 35     | 17     |
| 2019/20 | 1899 Hoffenheim | Bundesliga    | 5          | 0          | 0     | 0     | —              | —              | 5      | 0      |
| 2020/21 | 1899 Hoffenheim | Bundesliga    | 13         | 0          | 2     | 0     | 4              | 1              | 19     | 1      |
| Totaal  | Totaal          | Totaal        | 239        | 54         | 13    | 2     | 17             | 5              | 269    | 61     |

## Interlandvoetbal
Belfodil debuteerde op 14 augustus 2013 voor Algerije in een oefenwedstrijd tegen Guinee. Hij viel in tijdens de rust bij een 2-0-voorsprong, maar zag Guinee alsnog gelijk komen.